# The Drive

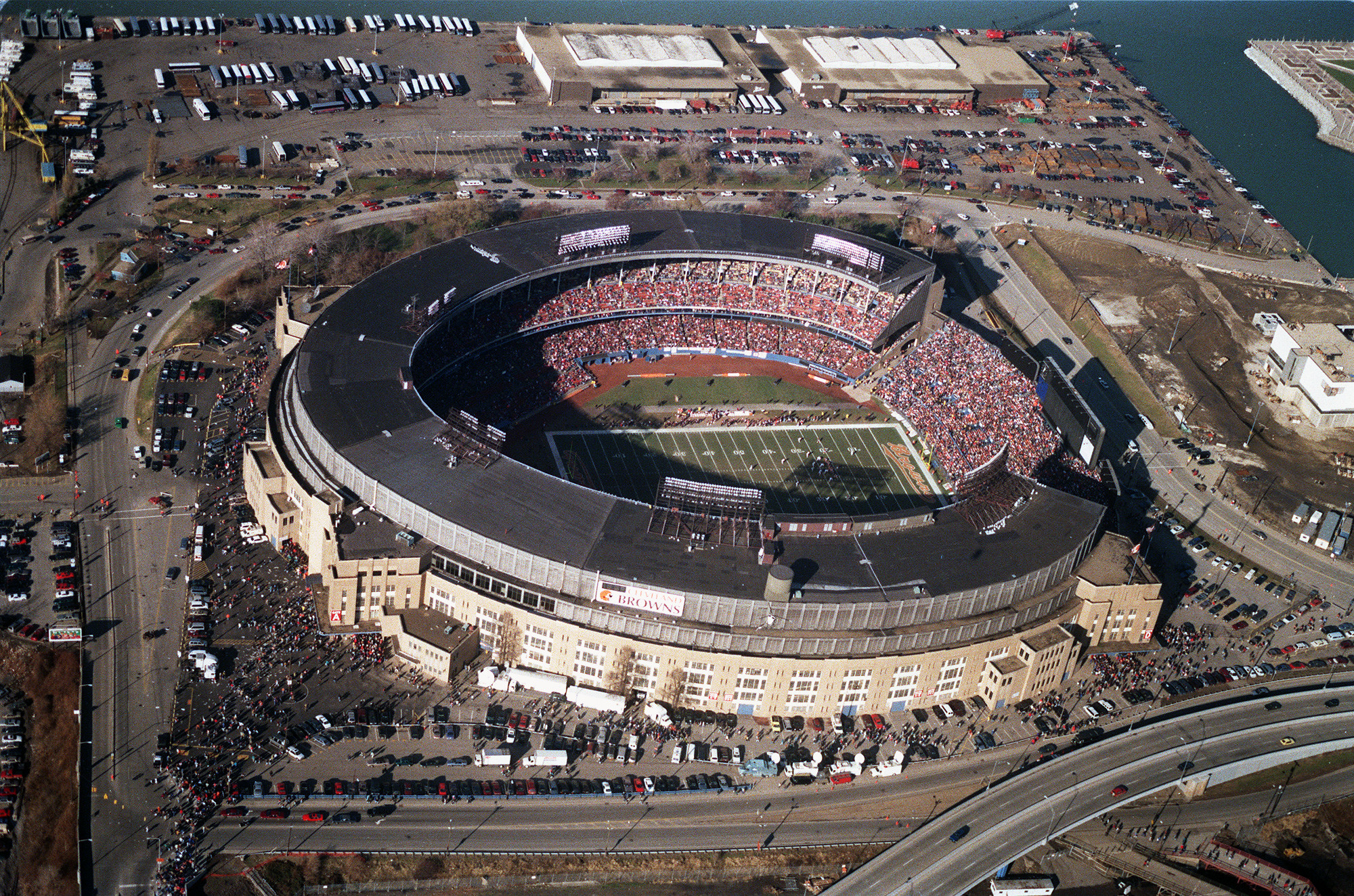
O Cleveland Municipal Stadium, onde o jogo aconteceu.

The Drive foi uma série ofensiva (descida) no quarto tempo na decisão do AFC Championship Game de 1986 em 11 de janeiro de 1987, no Cleveland Stadium entre o Denver Broncos e o Cleveland Browns. O quarterback do Broncos John Elway, em um período de 5 minutos e 2 segundos, levou sua equipe por 98 jardas em 15 jogadas para empatar o jogo faltando apenas 37 segundos do tempo regulamentar. O Denver venceu a partida na prorrogação com um field goal, 23 a 20.
A descida de 98 jardas é classificada como o "desempenho sobre pressão" modelo do futebol profissional. Elway e sua equipe percorreram quase todas as 100 jardas do campo. De acordo com um artigo do colunista da Sports Illustrated e residente de Colorado, Rick Reilly, quando Elway começou a descida, o offensive guard dos Broncos Keith Bishop disse: "Pegamos eles bem onde queríamos!". O Cleveland não forçou nenhuma quarta descida contra o Denver.

## Jogada por jogada
Os Browns tinham pulado na frente por 20 a 13 e o Denver inciou a jogada em seu próprio campo na linha de 2 jardas, faltando 5:32.
1. First down e 10, linha de 2 jardas no campo de Denver. Sammy Winder recebe passe de 5 jardas de Elway.
2. Second down e 5, linha de 7 jardas no campo de Denver. Corrida de 3 jardas de Winder.
3. Third down e 2, linha de 10 jardas no campo de Denver. Corrida de 2 jardas de Winder.
4. First down e 10, linha de 12 jardas no campo de Denver. Corrida de 3 jardas de Winder.
5. Second down e 7, linha de 15 jardas no campo de Denver. Corrida de 11 jardas de Elway.
6. First down e 10, linha de 26 jardas no campo de Denver. Steve Sewell recebe passe de 22 jardas de Elway.
7. First down e 10, linha de 48 jardas no campo de Denver. Steve Watson recebe passe de 12 jardas de Elway.

Two-minute warning
1. First down e 10, linha de 40 jardas no campo de Cleveland (1:59 faltando). Passe incompleto de Elway para Vance Johnson.
2. Second down e 10, linha de 40 jarda no campo de Cleveland (1:52 faltando). Elway sofre sack de Dave Puzzuoli, perda de 8 jardas.
3. Third down e 18, linha de 48 jardas no campo de Cleveland (1:47 faltando). Mark Jackson recebe passe de 20 jardas de Elway.
4. First down e 10, linha de 28 jardas no campo de Cleveland (1:19 faltando). Passe incompleto de Elway para Watson.
5. Second down e 10, linha de 28 jardas no campo de Cleveland (1:10 faltando). Steve Sewell recebe passe de 14 jardas de Elway.
6. First down e 10, linha de 14 jardas no campo de Cleveland (0:57 faltando). Passe incompleto de Elway para Watson.
7. Second down e 10, linha de 14 jardas no campo de Cleveland (0:42 faltando). Corrida de 9 jardas.
8. Third down e 1, linha de 5 jardas no campo de Cleveland (0:39 faltando). Mark Jackson recebe passe de 5 jardas de Elway para o touchdown. Rich Karlis chuta o extra point empatando o jogo.

## Árbitros
- Referee: Chuck Heberling (46)
- Umpire: Gordon Wells (89)
- Head Linesman: Ed Marion (26)
- Line Judge: Bill Reynolds (53)
- Side Judge: Gary Lane (120)
- Back Judge: Ben Tompkins (52)
- Field Judge: Johnny Grier (23)